# Тет, Егор Егорович
Егор (Джорж) Егорович Тет (англ. George Tate, 19 июня 1745 — 17 февраля 1821, Санкт-Петербург) — российский адмирал, участник Чесменского сражения и Наполеоновских войн.

## Биография
Ирландец, сын морского офицера, родился 19 июня 1745 года в предместье Лондона Ротерхайте. В шестилетнем возрасте вместе с семьей переехал в североамериканские колонии.
На русскую службу поступил в 1770 году в Портсмуте и был зачислен лейтенантом в эскадру контр-адмирала Джона Эльфинстона Первой Архипелагской экспедиции с назначением на транспорт «Граф Орлов». В том же году впервые был в сражении с турками при Наполи-ди-Романья и при Чесме.
По окончании военных действий был направлен на Балтику и с 1772 года ежегодно плавал в Балтийском море на корабле «Азия»; в 1777 году был произведён в чин капитан-лейтенанта и получил в командование корабль «Всеволод».
В следующем году был командирован в Азовскую флотилию, где командовал фрегатом «Пятый» в составе эскадры контр-адмирала А. И. Круза; плавал в Азовском и Чёрном морях.
1 января 1783 года он был произведён в чин капитана второго ранга. В 1784 году был возвращён на Балтийский флот, где последовательно командовал кораблями «Иезекииль» (в 1784—1785 годах), «Царь Константин» (в 1785—1787 годах), «Твёрдый» (1787—1788); 1 января 1785 года произведён в капитаны 1-го ранга.
Командуя 74-пушечным кораблём «Кир Иоанн», 6 июля 1788 года участвовал в Гогландском сражении со шведами и в следующем году был в Эландском бою, за отличие в котором награждён золотой шпагой с надписью «За храбрость». 14 апреля 1789 года произведён в капитаны бригадирского ранга.
Командуя тем же кораблем, отличился в Ревельском сражении и способствовал поражению эскадры под флагом герцога Седерманландского и «… в награждение ревностной службы, трудов и оказанного мужества в отражении неприятеля» был награждён орденом Св. Владимира III степени. 25 мая того же года в составе эскадры адмирала В. Я. Чичагова вышел с своим судном из Ревеля и участвовал в преследовании неприятельской эскадры вплоть до Выборгской губы. За это сражение 6 июня произведён в капитаны генерал-майорского ранга. 22 июня находился в Выборгском сражении, во время которого захватил в плен шведский фрегат.
9 января 1793 года «… по учиненному баллотированию на состоящие во флоте вакации» переименован в контр-адмиралы и был послан в Архангельск, откуда в следующем году привёл в Кронштадт эскадру новопостроенных кораблей. С 1796 года командовал 3-й эскадрой Балтийского флота. В компанию 1797 года Тет держал свой флаг на 74-пушечном корабле «Максим Исповедник» и командовал у Красной Горки авангардом флота под штандартом императора Павла I. В тот же год он стал кавалером ордена Св. Анны II степени.
2 января 1798 года произведён в вице-адмиралы, и затем командовал эскадрой из 5 линейных кораблей, 2 фрегатов и нескольких мелких судов при блокаде голландских берегов, по окончании которой соединился на Норском рейде с английской эскадрой, бывшею под флагом вице-адмирала Дункана, и русской эскадрой под командой вице-адмирала М. К. Макарова. За отличие был награждён 27 сентября 1799 года орденом Св. Анны I степени, а английское правительство пожаловало его золотой шпагой с бриллиантами.
По возвращении в Кронштадт, в связи с обострением русско-британских отношений, Тет и другие английские офицеры были отправлены в ссылку в Москву, откуда были возвращены на следующий год, после смерти императора Павла I и смены внешнеполитического курса.
13 ноября 1802 года был произведён в адмиралы и 26 ноября того же года был удостоен ордена св. Георгия 4-й степени за проведение 18 полугодовых морских кампаний (№ 1388 по списку Григоровича — Степанова).
В 1803 году получил в командование Ревельскую эскадру, которой командовал до 1805 года, когда возглавил Кронштадтскую эскадру. На кораблях последней он тогда же доставил в Померанию русский десантный корпус под командованием генерал-лейтенанта графа П. А. Толстого.
В 1807—1811 годах, из-за разрыва с Англией, находился во временной отставке. В связи улучшением русско-британских отношением, в марте 1812 года был вызван из ссылки, возвращен на службу с назначением командующим Балтийским корабельным флотом и пожалован 5 тыс. рублями.
С июня 1812 года командовал мощной российской эскадрой (8 линейных кораблей, 5 фрегатов, 2 корвета, несколько транспортов и малых кораблей), пришедшей в Англию с Балтийского моря и с ноября 1812 года действовавшей у английских и голландских берегов и в кампании 1813 года совместно с англичанами участвовал в осаде Берген-оп-Зома и Батца, высадке десанта на острова Бевеленд в устье Шельды. Корабли Тета также блокировали французские и голландские порты. За отличие в сражении с голландско-французским флотом у Флиссингена награждён орденом св. Александра Невского и английским орденом Бани.
В 1814 году руководил морской перевозкой войск Гвардейского корпуса в Санкт-Петербург. В 1816 году назначен сенатором 3-го департамента и членом совета Адмиралтейства.
Среди прочих наград имел ордена св. Анны 2-й степени, св. Владимира 3-й степени, св. Анны 1-й степени с алмазными знаками и св. Владимира 1-й степени, кроме того у него была золотая шпага с надписью «За храбрость».
Умер 17 февраля 1821 года в Санкт-Петербурге (в некоторых источниках указаны ошибочные даты: 1826 год в РБСП и 1831 год в «Словаре русских генералов»).